# 田沢湖マラソン
田沢湖マラソン（たざわこマラソン）は秋田県仙北市で毎年9月に開催されるマラソン大会である。

## 概要
1986年（昭和61年）に第1回開催、2020～2021年の中止を挟み、2023年（令和5年）の大会で第36回を数える。フルマラソン、20kmマラソン、10kmマラソン、3kmペアマラソンの4つの部が設けられており、うちフル、20 kmの各部は日本陸上競技連盟の公認コースとなっている。ただし、2013年の第28回大会では、開催前月の8月9日に土石流被害により犠牲者6名を出した供養佛（くようぶつ）地区を避けるため、開催直前になってコースが変更されており、フルマラソンの部でのコース公認を得られていなかったが、再申請により2016年の第31回大会からは公認コースとなっている。また、2014年の第29回大会までは10kmも公認コースであったが、2015年の第30回大会から非公認となった。なお、第28回大会では過去最多の6,176人がエントリー、ゲストランナーとしてエリック・ワイナイナが参加した。
令和2～3年の大会は新型コロナウイルスに対する安全面を最優先として開催中止となったが、令和4年度の第35回大会から再開された。令和5年度の第36回大会の参加者数は2,896人、完走者は2,771人。
第37回大会となる2024年（令和6年）の大会は、コースとなる秋田県道247号相内潟潟野線の一部区間で片側交互通行が続いているため、2024年7月30日に実行委員会が中止を発表した。
その名の通り田沢湖湖畔を巡るコースとなっているが、非常に高低差が激しく、フルマラソンでは最低地点の標高204.3mから最高地点の標高296.4mまで、その高低差は約92mにも及ぶ。

## 競技種目
- フルマラソン - 参加資格：18歳以上　定員：1,600人　参加料：10,000円　制限時間：6時間（ただし、22km地点で3時間、32km地点で4時間30分の制限がある。）
- 20kmマラソン - 参加資格：16歳以上　定員：2,000人　参加料：8,000円　制限時間：3時間
- 10kmマラソン - 参加資格：中学生以上　定員：1,600人　参加料：6,000円　制限時間：2時間
- 3kmペアマラソン - 参加資格：小学生以上　定員：350組　参加料：一組5,000円　制限時間：40分

　※前日エントリーは1,000円増し
スタートは第33回までは全種目一斉に10:00開始であったが、第34回からフルマラソンの制限時間が5時間→6時間に延長されたことに伴い、フルマラソンは9:30スタートに変更となった(それ以外の種目は10:00スタートのまま)。

## コース

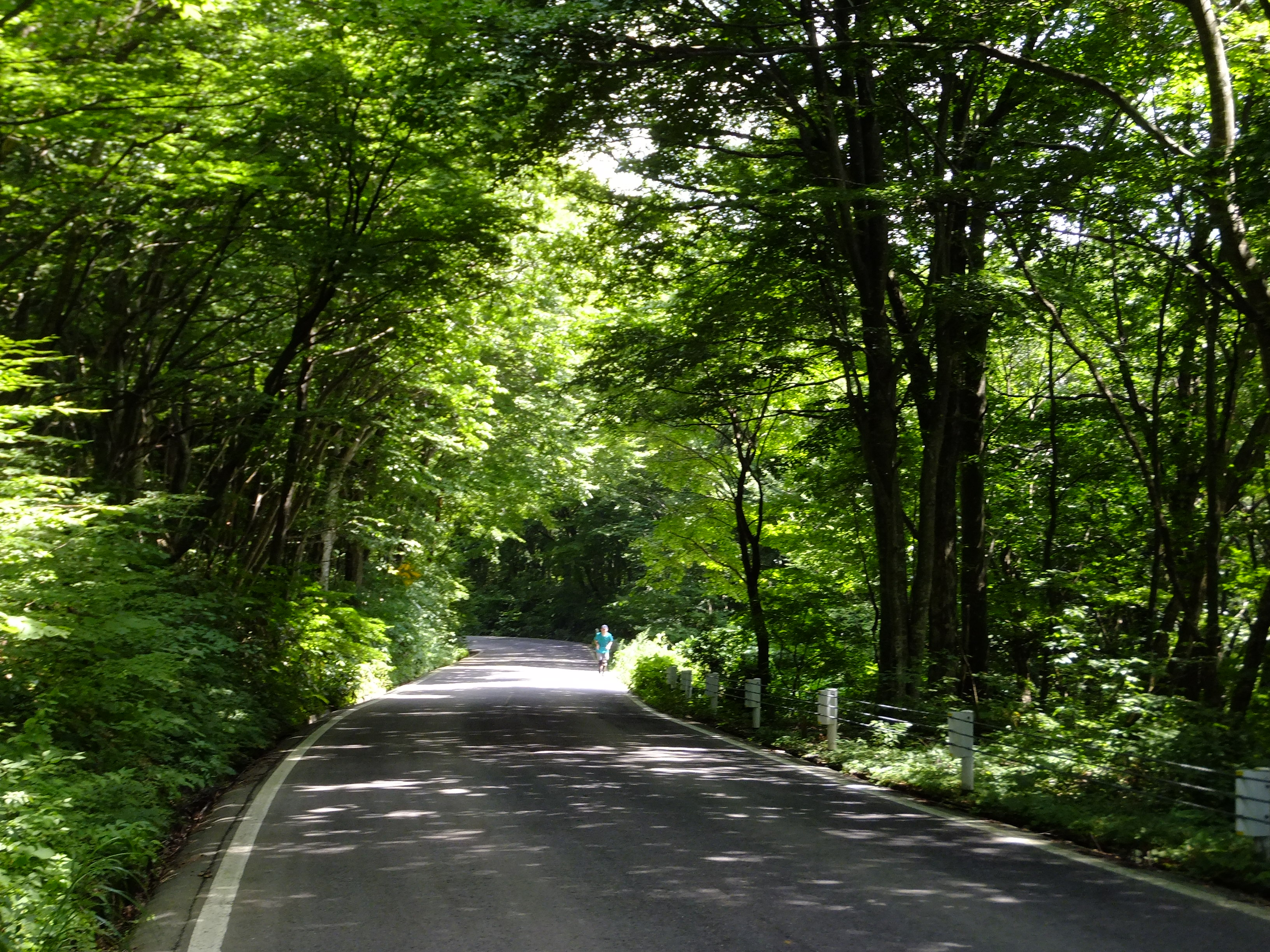
秋田県道60号田沢湖畔線。たつこ茶屋を過ぎたあたりから急激な登り坂となり、コース最高地点へと向かう。

- 10kmの部を除き、田沢湖郷土史料館付近の田沢湖東岸をスタート、ゴール地点とする。フルマラソンの部では、スタートの後一旦田沢湖を離れて国道341号を北上、折り返して田沢湖駅付近まで南下し、再び田沢湖畔まで戻ってから反時計回りに湖畔を一周する。コース最低地点は、15km過ぎ、生保内（おぼない）地区での標高204.284m、最高地点は35km過ぎ、田沢湖南岸での標高296.411mである。
- 20kmの部ではスタート地点から反時計回りに湖畔を一周するコースである。こちらではコース最低地点は標高247.955mとなり、高低差約48.5mである（最高地点は同じ）。
- 10kmの部では、たつこ像付近の田沢湖西岸をスタート地点として、そのまま反時計回りに田沢湖南岸を東へと半周する。高低差は20kmの部と同じ。
- 3kmペアマラソンでは、20kmマラソンとは反対にスタート地点から南に向かい、県民の森付近にて折り返すコースとなる。

## 主催等
- 主催 - 田沢湖マラソン実行委員会
- 共催 - 秋田陸上競技協会・秋田魁新報社
- 主管 - 仙北市・大仙仙北陸上競技協会・仙北市スポーツ協会
- 運営協力 - 仙北地区交通安全協会・仙北市交通指導隊

## 運営
- コースとなる周辺道路では8:50から通行止めを含む交通規制が開始される。このうち湖畔周回道路（秋田県道38号、247号、60号）では9:30 - 15:30の間交通規制が行われ、一部時間帯で完全通行止めとなるほか、完全通行止め解除後も時計回りの片側一方通行となる。フルマラソンコースの湖畔以外の区間でも、9:50 - 12:30の間、一部時間帯の完全通行止めを伴い、それ以外の時間帯でも片側一方通行となる。
- 大会当日は道路が混雑することから、田沢湖駅方面、乳頭温泉郷方面からそれぞれ大会スタート・ゴール会場（田沢湖東岸）付近までシャトルバスが運行される[6]。
- 大会スタート・ゴール会場付近のホテル・ロッジでは、手荷物預かり及び入浴のサービスを無料で提供していたが[7]、第36回からは入浴サービスはなくなり、手荷物預かりのみとなっている[8]。
- 10kmの部ではスタート地点とゴール地点が離れているため、田沢湖レフトハウス付近からバスや遊覧船でスタート地点まで選手の輸送が行われる。また、手荷物は10㎞スタート地点(ローズパークホテル前)で預け、トラックで運搬されてゴール地点付近の手荷物引渡所で受け取ることができる[9]。